# 科罗什
科罗什，是匈牙利巴兰尼亚州所辖的一个村。总面积15.12平方公里，总人口229，人口密度15.1人/平方公里（2011年1月1日）。